# Ложнокрасотка Фатима
Ложнокрасотка Фатима, или перемешка Фатима, (лат. Epallage fatime) — вид стрекоз из  монотипического рода Epallage из семейства Ложнокрасотки (Euphaeidae).

## Этимология названия
Fatima (латынь) — Фатима, дочь Мухаммеда, считающегося основателем ислама. Вид обитает в основном на территории, где распространён ислам.

## Описание

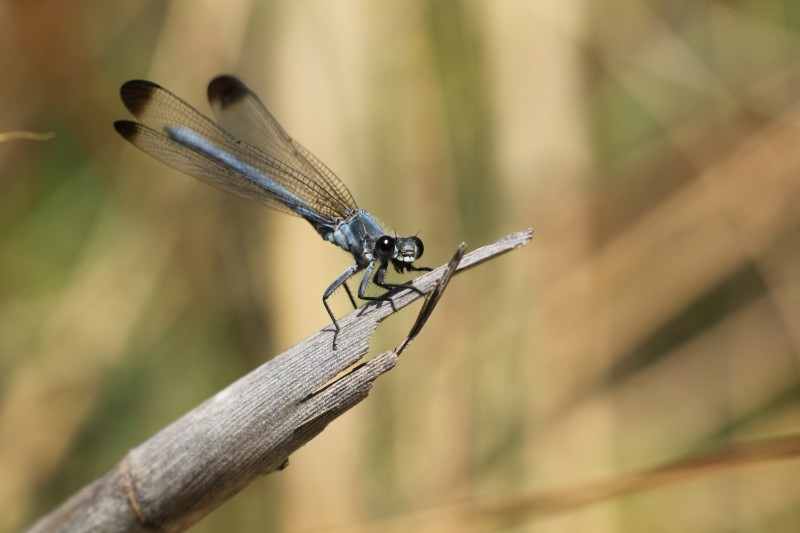
Самец с Кипра

Стрекоза средней величины и весьма лёгкого сложения. Общая длина 40—50 мм, брюшко длиной 28—37 мм, длина заднего крыла 30—34 мм. Отличается нестебельчатыми крыльями и довольно толстым и коротким (по сравнению со многими другими равнокрылыми стрекозами) телом. Птеростигма у обоих полов настоящая и хорошо развита. Самцы имеют на всём теле характерный налёт сизого цвета, темнеющий с возрастом. Крылья прозрачные. Верхушки всех крыльев у обоих полов, а также основания крыльев у самок очень часто являются затемнёнными, буроватые. Перед груди несёт на себе две широкие жёлтые полоски, бока груди жёлтого цвета с тремя чёрными полосками.

## Ареал
Восточный средиземноморский вид. Обитает в Закавказье и Средней Азии (Копетдаг). Общий ареал простирается от Балканского полуострова через Малую Азию и Ближний Восток, Ирак, Иран до северо-западной части Индии; встречается вид на острове Кипр, но отсутствует в Северной Африке.

## Биология
Время лёта: с начала июня до конца июля, отдельные особи встречаются до конца август. Вид в местах обитания
относительно многочисленный.
Места обитания — открытые горные речки и ручьи с чистой водой, на которых выбирает заливчики с медленным течением, каменистым, галечным либо илисто-песчаным дном. В горах отмечены до высоты 1350 м над уровнем моря. Стрекозы далеко от водоёмов не улетают.
Яйцевая стадия неизвестна. Личинки отличаются уникальным внешним видом и строением среди равнокрылых стрекоз на территории России и сопредельных стран: они характеризуются толстым и коренастым телом с мешковидными наружными жабрами, имеющими нитевидно вытянутые верхушки; двумя рядами более мелких жабр на нижней поверхности брюшка. Развитие личинки занимает 2 года. Личинки живут на камнях, усеивающих дно потоков на небольших глубинах, преимущественно 30—40 см.

## Охрана
Включён в Красную книгу Туркменистана.